# Rianne Donders-de Leest
M.J.D. (Rianne) Donders-de Leest (Eindhoven, 22 juli 1960) is een Nederlands politica en bestuurster. Ze is lid van het CDA. Sinds 10 maart 2025 is ze waarnemend burgemeester van Best.

## Biografie
Donders-de Leest is afkomstig uit het onderwijs en was onderwijzeres op de rooms-katholieke basisschool De Hasselbraam in Etten-Leur. In 1990 werd Donders-de Leest gemeenteraadslid in Etten-Leur. Ze werd vervolgens (vice)fractievoorzitter en voerde in 1998 de lijst aan bij de gemeenteraadsverkiezingen. Op 26 juni 2000 werd ze wethouder en locoburgemeester met in haar portefeuille ruimtelijke ordening, verkeer, vervoer, volkshuisvesting en sport.
In 2003 stond Donders-de Leest op de CDA-kandidatenlijst voor de Tweede Kamerverkiezingen van dat jaar maar werd niet gekozen door haar onverkiesbare 57e plaats. Vanaf 1 september 2004 was ze burgemeester van de fusiegemeente Geldrop-Mierlo, op 1 januari van dat jaar ontstaan uit de gemeenten Geldrop en Mierlo. Ze volgde waarnemend burgemeester Peter Mangelmans op. Ze werd op 2 juni 2007 voorzitter van het CDA-Vrouwenberaad (CDAV), maar gaf dit op in april 2009 vanwege haar werkzaamheden als burgemeester.
Vanaf 30 januari 2015 was Donders-de Leest burgemeester van Roermond. Op 17 oktober 2022 maakte Donders-de Leest bekend per 1 november van dat jaar af te treden als burgemeester van Roermond wegens een onoverbrugbaar verschil van mening met een meerderheid van de gemeenteraad over de bestuurlijke ontwikkeling. Met ingang van 16 december 2022 werd Donders-de Leest benoemd tot waarnemend burgemeester van Maashorst wegens ziekte van burgemeester Paul Rüpp. Op 26 maart 2023 is Rüpp overleden. Op 12 maart 2024 werd Hans van der Pas burgemeester van Maashorst.
Met ingang van 10 maart 2025 werd Donders-de Leest benoemd tot waarnemend burgemeester van Best, nadat burgemeester Hans Ubachs had besloten op 18 februari van dat jaar per direct te stoppen wegens oogproblemen.
Donders-de Leest is gehuwd en moeder van drie kinderen. Ze is rooms-katholiek.